# Джон Ф. Кеннеди. Выстрелы в Далласе
«Джон Ф. Кеннеди. Выстрелы в Далласе» (англ. JFK) — американский эпический политический триллер 1991 года, девятый полнометражный фильм, снятый Оливером Стоуном. В нём рассматривается расследование убийства Джона Ф. Кеннеди окружным прокурором Нового Орлеана Джимом Гаррисоном, который пришёл к выводу, что существовал заговор с целью убийства Кеннеди, а Ли Харви Освальд был козлом отпущения.
Сценарий фильма был адаптирован Стоуном и Закари Скларом из книг «По следам убийц» Гаррисона (On the Trail of the Assassins) и «Перекрёстный огонь: заговор, убивший Кеннеди» Джима Маррса (Crossfire: The Plot That Killed Kennedy by Jim Marrs). Стоун описал этот рассказ как «контрмиф» к «вымышленному мифу» комиссии Уоррена. Приверженность Кеннеди теориям заговора сделала его спорным. Многие крупные американские газеты опубликовали редакционные статьи, обвиняющие Стоуна в распространении лжи, включая утверждение, что Кеннеди был убит в ходе государственного переворота с целью посадить на его место Линдона Б. Джонсона.
Несмотря на споры, фильм получил похвалу критиков за свои выступления, режиссуру, музыку к фильму, монтаж и операторскую работу. Он постепенно набирал обороты в прокате после медленного старта, собрав более 205 миллионов долларов по всему миру, что сделало его шестым самым кассовым фильмом 1991 года в мире. Он был номинирован на 8 премий «Оскар», включая лучший фильм, и выиграл две из них: включая лучшую операторскую работу и лучший монтаж. Это был первый из трёх фильмов Стоуна, снятых об американских президентах, за которыми последовали Никсон (1995) и Буш (2008).

## Сюжет
Фильм начинается отрывком из выступления уходящего со своего поста в 1961 году президента США Дуайта Эйзенхауэра, предупреждающего о росте влияния военно-промышленного комплекса на жизнь страны, и продолжается описанием деятельности Джона Кеннеди, — которая, по мнению Стоуна, и привела к его убийству. Вступление заканчивается реконструкцией сцены убийства Кеннеди 22 ноября 1963 года в Далласе.
Повествование переходит на Джима Гаррисона (Кевин Костнер), окружного прокурора Нового Орлеана, который узнает об убийстве и затем получает информацию о возможной связи между событиями в Далласе и некоторыми людьми в Новом Орлеане. Желая помочь правительственному расследованию, Гаррисон и его команда незамедлительно начинают «разрабатывать» полученную информацию, и даже задерживают нескольких потенциальных соучастников преступления, в том числе Дэвида Ферри (Джо Пеши), и передают их в руки ФБР. Однако ФБР вскоре публично опровергает всякую связь подозреваемых с убийством Кеннеди. После того, как официально подозреваемый в убийстве президента Ли Харви Освальд (Гэри Олдмен) сам гибнет от выстрела Джека Руби, Гаррисон закрывает своё расследование, но вся история продолжает казаться ему подозрительной.
Спустя три года, в 1967 году, Гаррисон возобновляет расследование после знакомства с отчётом Комиссии Уоррена. Читая отчёт комиссии, Гаррисон обнаруживает множество ошибок и небрежностей в ведении расследования. Вскоре после начала расследования некий высокопоставленный военный чиновник, называющий себя мистер Икс (Дональд Сазерленд), назначает Гаррисону секретную встречу в Вашингтоне. Мистер Икс рассказывает о заговоре, куда вовлечены высокопоставленные сотрудники ЦРУ, Секретной службы, ФБР, представители мафии, крупные воротилы ВПК и лично вице-президент США при Кеннеди — Линдон Джонсон. Заговор имел своей целью убийство Кеннеди и дальнейшее заметание следов. Мистер Икс объясняет Гаррисону, что Кеннеди был убит из-за желания вывести США из вьетнамского конфликта и сильно ослабить ЦРУ.
Мистер Икс признается, что он работал в отделе тайных операций Пентагона, занимался вопросами охраны самого Кеннеди, а за несколько месяцев до убийства разрабатывал для Кеннеди план вывода американских войск из Вьетнама. Далее он рассказывает о некоторых замеченных им странностях. В частности, непосредственно перед убийством его неожиданно отправляют в Новую Зеландию, отстранив таким образом от вопросов охраны президента. Пребывая на момент убийства Кеннеди в Новой Зеландии, он видит в газетах статьи о том, что убийца — Освальд. Но все это происходит за четыре часа до предъявления Освальду официального обвинения. То есть имели место заранее подготовленные вбросы в прессу об Освальде как об убийце президента, которые в Новой Зеландии неосторожно разместитили раньше, чем тому вообще было предъявлено обвинение. За время пребывания мистера Икс в Новой Зеландии произошли весьма странные изменения в организации охраны Кеннеди, за которую тот отвечал. Перед визитом Кеннеди в Даллас кем-то были отменены стандартные в таких случаях оперативные процедуры: заблаговременный выезд на место предстоящего визита специальной группы, обследование зданий, контроль окон, внедрение агентов в толпу на протяжении следования кортежа, расстановка снайперов. Мероприятия были отменены, несмотря на прямой протест командующего группы. По мнению мистера Икс, все эти факты напрямую указывают на существование заговора.
Мистер Икс призывает Гаррисона «продолжать копать» и начать преследование международного бизнесмена из Нового Орлеана Клея Шоу (Томми Ли Джонс), который также являлся участником заговора.
С приближением судебного процесса против Клея Шоу некоторые сотрудники Гаррисона начинают сомневаться в его действиях и покидают команду следователей. Супруга Гаррисона обвиняет его в том, что расследование полностью захватило его и отдалило от семьи. В дополнение к этому СМИ открывают кампанию против Гаррисона и его команды, критикуя его лично, методы его работы и чрезмерное расходование средств на расследование. Некоторые ключевые свидетели напуганы и отказываются выступать в суде, другие, в том числе Дэвид Ферри, погибают при подозрительных обстоятельствах.
В марте 1969 года присяжные, потратив на обсуждение меньше часа, полностью оправдывают Клея Шоу. В фильме показано, что присяжные верят в существование заговора, однако не видят доказательств причастности к нему Клея Шоу.
В титрах сообщается:
- В 1979 году в ходе судебных заседаний бывший директор ЦРУ Ричард Хелмс признаёт факт работы Клея Шоу на это ведомство.
- Клей Шоу умирает в 1974 году от рака лёгких. Вскрытие не производилось.
- Рассказывается о судьбе Гаррисона, на карьере которого проигранный процесс никак не сказался.
- Даётся сводка о последствиях Вьетнамской войны.
- В 70-х конгресс признаёт существование частичного «заговора», связанного с интересом ВПК во вьетнамской войне. В 1992 году, после выхода фильма, конгресс постановил изучить засекреченные материал по вопросу открытия к ним доступа. Все записи, связанные с убийством, обещают сделать достоянием общества в 2029 году.

## В ролях
- Кевин Костнер — окружной прокурор Джим Гаррисон
- Сисси Спейсек — Лиз Гаррисон
- Майкл Рукер — Билл Бруссард
- Томми Ли Джонс — Клэй Шоу
- Джо Пеши — Дэвид Ферри
- Гэри Олдмен — Ли Харви Освальд
- Джей Сандерс — Лу Айвон
- Лори Меткалф — Сьюзи Кокс
- Шон Стоун — Джаспер Гаррисон
- Кевин Бэйкон — Уилли О’Киф
- Брайан Дойл-Мюррэй — Джек Руби
- Джек Леммон — детектив Джек Мартин
- Эдвард Аснер — детектив Гай Баннистер
- Дональд Сазерленд — полковник Икс
- Джон Кэнди — адвокат Дин Эндрюс
- Джим Гаррисон — верховный судья США Эрл Уоррен
- Винсент Д’Онофрио — Билл Ньюман
- Уэйн Найт — Нума Бартел
- Беата Позняк — Марина Освальд
- Стив Рид — Джон Кеннеди
- Джоди Фарбер — Джеки Кеннеди
- Уолтер Маттау — сенатор Расселл Б. Лонг
- Мартин Шин — голос за кадром (вступительные сцены фильма)

## Награды и номинации

### Награды
- 1992 — Премия «Оскар»

- Лучшая операторская работа — Роберт Ричардсон
- Лучший монтаж — Джо Хатшинг, Пьетро Скалия

- 1993 — Премия BAFTA

- Лучший монтаж — Джо Хатшинг, Пьетро Скалия
- Лучший звук

- 1992 — Премия «Золотой глобус»

- Лучший режиссёр — Оливер Стоун

### Номинации
- 1992 — Премия «Оскар»

- Лучший актёр второго плана — Томми Ли Джонс
- Лучший режиссёр — Оливер Стоун
- Лучшая оригинальная музыка — Джон Уильямс
- Лучший фильм — Оливер Стоун, А. Китман Хо
- Лучший звук
- Лучший сценарий, основанный на материале из другого источника — Оливер Стоун, Закари Скляр

- 1993 — Премия BAFTA

- Лучший актёр второго плана — [Томми Ли Джонс
- Лучший адаптированный сценарий — Оливер Стоун, Закари Скляр

- 1992 — Премия Эдгара Аллана По

- Лучший художественный фильм — Оливер Стоун, Закари Скляр

- 1992 — Премия «Золотой глобус»

- Лучшая драма
- Лучший драматический актёр — Кевин Костнер
- Лучший сценарий — Оливер Стоун, Закари Скляр

- 1992 — Премия «MTV Movie Awards»

- Лучший художественный фильм

## Критика
Концепция фильма получила негативные оценки еще до того, как фильм вышел на экраны. Подход режиссера к проблеме раскритиковали в газетах The New York Times, The Washington Post и Chicago Tribune. Кроме того, нелестно высказался американский журнал Time; комментируя данную статью, Оливер Стоун выступил с ответным письмом.
На данный момент на сайте-агрегаторе Rotten Tomatoes фильм имеет рейтинг одобрения в 84 % на основе 62 отзывов.